# Jacques-Nicolas Lemmens
Jacques-Nicolas Lemmens (Westerlo, 3 gennaio 1823 – Zemst, 30 gennaio 1881) è stato un compositore e organista belga.

## Biografia
Viene considerato il più importante compositore di musica per organo del Belgio; le sue opere sono tuttora suonate ed incise in tutto il mondo.
Allievo di Adolf Hesse e di François-Joseph Fétis, fu professore di organo al Conservatorio di Bruxelles dal 1849.
Profondo conoscitore di Johann Sebastian Bach, tra le sue numerose opere composte sono da ricordare l'"Ecole d'orgue basée sur le plain-chant romain" (1862) e Tre sonate per organo (1874).
Nel 1847 partecipò al prestigioso Prix de Rome belga, ricevendo il secondo premio. Quell'anno, infatti, il primo premio fu vinto da François-Auguste Gevaert.
Molto abile alla pedaliera, fu tra gli ispiratori di César Franck ed insegnante di Charles-Marie Widor.

## Principali incisioni di opere di Lemmens reperibili
- 2003 - Musica per organo (MDG; esecutore: Ben van Oosten)
- 2005 - Four centuries of Belgian organ music (Cypres; esecutore: Jean Ferrard